# Serie Final de la Liga de Béisbol Profesional de la República Dominicana 2016-17
La Serie Final de la Liga de Béisbol Profesional de la República Dominicana 2016-17, se disputó entre el 19 y 28 de enero del 2017, entre los Tigres del Licey y las Águilas Cibaeñas, resultando campeones los Tigres en el máximo de 9 juegos.
Una de las finales más esperadas después de 9 años, esta fue la vigésima ocasión en la que estos equipos se enfrentan en una final, serie que dominan los Tigres 11 a 9. Los bengaleses se coronaron en las temporadas 1953, 1963-64, 1969-70, 1973-74, 1976-77, 1982-83, 1983-84, 1993-94, 2001-02, 2005-06 y esta, 2016-17, mientras que las cuyayas se han coronado en las temporadas 1952, 1971-72, 1975-76, 1977-78, 1985-86, 1997-98, 2004-05, 2006-07 y 2007-08.
Los Tigres del Licey disputaron su trigésima quinta serie final y segunda consecutiva (2015-16); mientras que las Águilas Cibaeñas disputaron su trigésima octava serie final y primera desde la temporada 2012-13.

## Trayectoria hasta la Serie Final
Estos son los resultados de ambos equipos desde el comienzo de la temporada:
| Equipo           | Serie regular         | Round Robin         |
| ---------------- | --------------------- | ------------------- |
| Tigres del Licey | 26-24 (segundo lugar) | 9-9 (segundo lugar) |
| Águilas Cibaeñas | 25-25 (tercer lugar)  | 14-4 (primer lugar) |

## Desarrollo

### Juego 1
| Equipo  | 1 | 2 | 3 | 4 | 5 | 6 | 7 | 8 | 9 | C | H  | E |
| ------- | - | - | - | - | - | - | - | - | - | - | -- | - |
| Tigres  | 0 | 1 | 1 | 0 | 1 | 0 | 0 | 0 | 0 | 3 | 8  | 0 |
| Águilas | 1 | 0 | 0 | 0 | 0 | 2 | 1 | 0 | X | 4 | 10 | 1 |

LG: Juan Grullón (1-0)  LP: Austin Fleet (0-1)  SV: Josh Judy (1)  
HRs:  AC – Zoilo Almonte (1)
- Box score

### Juego 2
| Equipo  | 1 | 2 | 3 | 4 | 5 | 6 | 7 | 8 | 9 | C | H | E |
| ------- | - | - | - | - | - | - | - | - | - | - | - | - |
| Águilas | 1 | 0 | 0 | 0 | 0 | 1 | 0 | 0 | 0 | 2 | 8 | 3 |
| Tigres  | 0 | 0 | 1 | 1 | 0 | 0 | 0 | 2 | X | 4 | 6 | 1 |

LG: Warner Madrigal (1-0)  LP: Richard Rodríguez (0-1)  SV: Jairo Asencio (1)  

- Box score

### Juego 3
| Equipo  | 1 | 2 | 3 | 4 | 5 | 6 | 7 | 8 | 9 | C  | H  | E |
| ------- | - | - | - | - | - | - | - | - | - | -- | -- | - |
| Tigres  | 1 | 0 | 0 | 0 | 1 | 0 | 0 | 2 | 0 | 4  | 10 | 2 |
| Águilas | 2 | 1 | 0 | 0 | 3 | 5 | 0 | 0 | X | 11 | 13 | 0 |

LG: Edgar García (1-0)  LP: Mario Santiago (0-1)  
HRs:  TL – Yermín Mercedes (1)  AC – Kennys Vargas (1)
- Box score

### Juego 4
| Equipo  | 1 | 2 | 3 | 4 | 5 | 6 | 7 | 8 | 9 | C | H  | E |
| ------- | - | - | - | - | - | - | - | - | - | - | -- | - |
| Águilas | 0 | 1 | 0 | 1 | 0 | 0 | 3 | 0 | 1 | 6 | 8  | 2 |
| Tigres  | 2 | 0 | 0 | 0 | 2 | 0 | 4 | 1 | X | 9 | 14 | 0 |

LG: Michael Dimock (1-0)  LP: Fernando Abad (0-1)  
HRs:  AC – Zoilo Almonte (2), Danny Santana (1)
- Box score

### Juego 5
| Equipo  | 1 | 2 | 3 | 4 | 5 | 6 | 7 | 8 | 9 | C | H  | E |
| ------- | - | - | - | - | - | - | - | - | - | - | -- | - |
| Tigres  | 0 | 3 | 1 | 0 | 0 | 0 | 1 | 0 | 2 | 7 | 16 | 2 |
| Águilas | 0 | 0 | 0 | 0 | 0 | 0 | 0 | 0 | 0 | 0 | 4  | 1 |

LG: César Valdez (1-0)  LP: Chris O'Grady (0-1)  
HRs:  TL – Juan Francisco (1)
- Box score

### Juego 6
| Equipo  | 1 | 2 | 3 | 4 | 5 | 6 | 7 | 8 | 9 | C | H | E |
| ------- | - | - | - | - | - | - | - | - | - | - | - | - |
| Águilas | 0 | 0 | 0 | 0 | 0 | 0 | 0 | 0 | 2 | 2 | 8 | 1 |
| Tigres  | 1 | 0 | 0 | 0 | 0 | 0 | 0 | 4 | X | 5 | 8 | 0 |

LG: Evan MacLane (1-0)  LP: Tyler Alexander (0-1)  SV: Jairo Asencio (2)  
HRs:  TL – Yamaico Navarro (1), Mel Rojas Jr. (1)
- Box score

### Juego 7
| Equipo  | 1 | 2 | 3 | 4 | 5 | 6 | 7 | 8 | 9 | 10 | C | H | E |
| ------- | - | - | - | - | - | - | - | - | - | -- | - | - | - |
| Tigres  | 1 | 0 | 0 | 0 | 0 | 1 | 0 | 0 | 0 | 0  | 2 | 5 | 0 |
| Águilas | 1 | 0 | 0 | 0 | 0 | 1 | 0 | 0 | 0 | 1  | 3 | 8 | 1 |

LG: Samuel Deduno (1-0)  LP: Wirfin Obispo (0-1)  
HRs:  TL – Juan Francisco (2)  AC – Ronny Rodríguez 2 (2)
- Box score

### Juego 8
| Equipo  | 1 | 2 | 3 | 4 | 5 | 6 | 7 | 8 | 9 | C | H  | E |
| ------- | - | - | - | - | - | - | - | - | - | - | -- | - |
| Águilas | 4 | 0 | 0 | 3 | 0 | 0 | 0 | 0 | 0 | 7 | 14 | 1 |
| Tigres  | 0 | 0 | 0 | 0 | 0 | 0 | 2 | 1 | 0 | 3 | 6  | 0 |

LG: Irwin Delgado (1-0)  LP: Arturo López (0-1)  
HRs:  TL – Mel Rojas Jr. (2)
- Box score

### Juego 9
| Equipo  | 1 | 2 | 3 | 4 | 5 | 6 | 7 | 8 | 9 | C | H  | E |
| ------- | - | - | - | - | - | - | - | - | - | - | -- | - |
| Tigres  | 0 | 1 | 0 | 0 | 0 | 5 | 0 | 0 | 0 | 6 | 11 | 2 |
| Águilas | 0 | 0 | 0 | 0 | 0 | 0 | 2 | 0 | 0 | 2 | 5  | 1 |

LG: César Valdez (2-0)  LP: Ulises Joaquín (0-1)  

- Box score

### Box score completo
Serie Final de la LIDOM 2016-17 (5-4): Los Tigres del Licey vencen a las Águilas Cibaeñas.
| Equipo           | 1 | 2 | 3 | 4 | 5 | 6 | 7 | 8  | 9 | 10 | C  | H  | E  |
| ---------------- | - | - | - | - | - | - | - | -- | - | -- | -- | -- | -- |
| Tigres del Licey | 5 | 5 | 3 | 1 | 4 | 6 | 7 | 10 | 2 | 0  | 43 | 84 | 7  |
| Águilas Cibaeñas | 9 | 2 | 0 | 4 | 3 | 9 | 6 | 0  | 3 | 1  | 37 | 78 | 11 |

HRs:  TL – Juan Francisco (2), Mel Rojas Jr. (2), Yamaico Navarro (1), Yermin Mercedes (1) 
  AC – Ronny Rodríguez (2), Zoilo Almonte (2), Danny Santana (1), Kennys Vargas (1)